# Бакман, Фредрик
Фре́дрик Ба́кман (швед. Fredrik Backman; род. 2 июня 1981, Хельсингборг) — шведский писатель, блогер, колумнист.
Дебютировал в 2012 году, выпустив одновременно два романа: En man som heter Ove (буквальный перевод — «Человек по имени Уве», в русском издании — «Вторая жизнь Уве») и Saker min son behöver veta om världen («Вещи, которые моему сыну следует знать о мире»). Его книги переведены и издаются на более чем 25 языках мира.
В России издательством «Синдбад» были выпущены семь романов Бакмана: «Вторая жизнь Уве», «Бабушка велела кланяться и передать, что просит прощения», «Здесь была Бритт-Мари», «Медвежий угол», «Что мой сын должен знать об устройстве этого мира», «Мы против вас», «Тревожные люди», а также три новеллы: «Сделка всей жизни», «И с каждым утром дорога домой становится всё длиннее» и «Себастиан и тролль».
Фильм по роману «Вторая жизнь Уве» получил положительные отзывы кинокритиков, вошёл в список самых популярных кинофильмов Швеции всех времён и получил ряд премий, а также 2 номинации на премию «Оскар» 2017 года как «Лучший фильм на иностранном языке» и «Лучший грим и причёски».

## Биография
Фредрик Бакман родился и вырос в городе Хельсингборг, на юге Швеции. Он изучал религиоведение, но бросил учёбу и стал работать водителем погрузчика на продовольственном складе. В 2006 году начал писать заметки для утренней газеты своего родного города Helsingborgs Dagblad, а с весны 2007 года — для стокгольмского журнала Moore Magazine. В 2012 году писал еженедельные колонки для шведской газеты Metro.
В 2008 году становится блогером. Первый блог Бакмана был посвящён подготовке к его предстоящей свадьбе, которая состоялась в 2009 году.
С апреля 2010 по май 2015 года вёл блог на странице журнала Magazine Café, где его первые посты были посвящены зимним Олимпийским играм 2010 года в Ванкувере.
С мая 2015 года ведёт блог на своём официальном сайте fredrikbackman.com.
В 2012 году на основе истории, прочитанной Бакманом в одной из шведских газет, — о пожилом человеке, подавшем в суд на зоопарк, — написал и выпустил свой первый роман «Вторая жизнь Уве».
Книги Бакмана получили международное распространение. К осени 2016 года они были выпущены в 40 странах мира. Их совокупный тираж составляет более пяти миллионов экземпляров.
С 2016 года книги Фредрика Бакмана выпускаются в России издательством «Синдбад».

## Личная жизнь
Женат, имеет сына и дочь.

### Романы
- En man som heter Ove (2012); русское название «Вторая жизнь Уве», перевод Руслана Косынкина, 2016.
- Saker min son behöver veta om världen (2012); русское название «Что мой сын должен знать об устройстве этого мира», перевод Екатерины Чевкиной, 2019.
- Min mormor hälsar och säger förlåt (2013); русское название «Бабушка велела кланяться и передать, что просит прощения», перевод Ксении Коваленко, 2018.
- Britt-Marie var här (2014); русское название «Здесь была Бритт-Мари», перевод Елены Тепляшиной, 2018.
- Björnstad (2016); русское название «Медвежий угол», перевод Ксении Коваленко и Марии Людковской, 2018.
- Vi mot er (2017); вторая часть трилогии «Медвежий угол», русское название «Мы против вас», перевод Елены Тепляшиной, 2019.
- Folk med ångest (2019); русское название «Тревожные люди», перевод Ксении Коваленко, 2020.
- Vinnarna (2022); третья часть трилогии «Медвежий угол»; русское название «После бури», перевод Ксении Коваленко и Марии Людковской, 2024.
- Mina Vänner (2025); со швед. — «Мои друзья».

### Новеллы
- Ditt livs affär (2017; русское название «Сделка всей жизни», перевод Екатерины Чевкиной, 2019)
- Och varje morgon blir vägen hem längre och längre (2017; русское название «И с каждым утром дорога домой становится всё длиннее», перевод Екатерины Чевкиной, 2019)
- Sebastian och trollet (2017; русское название «Себастиан и тролль», перевод Екатерины Чевкиной, 2019)

## Экранизации
- Вторая жизнь Уве (2015, реж. Ханнес Хольм)
- Здесь была Бритт-Мари (2019, реж. Тува Новотны)
- Медвежий угол (2020, 5 серий, реж. Петер Грёнлунд)
- Тревожные люди (2021, 6 серий, реж. Феликс Хернгрен)
- Мой ужасный сосед (2022, реж. Марк Форстер) — по роману «Вторая жизнь Уве»